# Becky Dyroen-Lancer
Becky Dyroen-Lancer, född den 19 februari 1971 i San José, Kalifornien, är en före detta amerikansk konstsimmare som tog OS-guld i lagtävlingen i konstsim i samband med OS 1996 i Atlanta.
Hon tog även tre guld vid världsmästerskapen i simsport 1994.